# Kingdom Centre
Kingdom Centre (tiếng Ả Rập: برج المملكة) là một tòa nhà chọc trời 99 tầng cao 302 m (992 ft) ở Riyadh, Ả Rập Xê Út. Khi hoàn thành năm 2002, nó đã vượt qua Tháp Al Faisaliyah Center cao 267 mét để trở thành tòa tháp cao nhất ở Ả Rập Xê Út khi đó. Cho đến nay, nó đã bị vượt qua nhiều lần và hiện đang là tòa nhà chọc trời cao thứ năm trên cả nước, trong đó có hai tòa nhà cao nhất là Abraj Al Bait và Capital Market Authority. Đây là tòa nhà có "lỗ thủng" cao thứ ba thế giới sau Trung tâm Tài chính Thế giới Thượng Hải và Tuntex Sky ở Đài Loan. Là công trình cao thứ 38 trên thế giới tính theo chiều cao cho đến thời điểm đầu năm 2008, Kingdom Centre được xây trên một diện tích 94.230 m² đất còn cả khu trung tâm được xây trên một diện tích 300.000 m². Tòa nhà này có nhà thờ Hồi giáo cao nhất thế giới.
Tòa tháp hỗn hợp được phát triển bởi hoàng tử Al-Waleed bin Talal và được thiết kế bởi nhóm của Ellerbe Becket và Omrania, những người đã được lựa chọn thông qua một cuộc thi thiết kế quốc tế. Nó nằm trên một khu đất rộng 100.000 mét vuông và có trung tâm mua sắm Al-Mamlaka rộng 57.000 mét vuông, văn phòng, khách sạn Four Seasons Hotel Riyadh, và các căn hộ sang trọng. Trên đỉnh tòa nhà chọc trời có một cây cầu cao 65m.
Phần ba phía trên của tháp có hình vòm parabol ngược được đặt trên đỉnh của một cây cầu trên cao. Cầu trên cao là một kết cấu thép nặng 300 tấn, có dạng một hành lang khép kín với cửa sổ ở hai bên. Sau khi trả phí vào cửa, du khách đi hai thang máy để lên đến tầng đó.

## Thiết kế
Kingdom Centre được thiết kế bởi công ty kiến trúc Ellerbe Becket có trụ sở tại Hoa Kỳ trong một liên doanh với công ty kiến trúc và kỹ thuật Omrania và các cộng sự có trụ sở tại Riyadh.
Tòa nhà bao gồm một tòa tháp và một khối đế gồm hai cánh đối xứng nhau. Mặt bằng hình quả hạnh và các hình dạng uốn lượn của tòa tháp tạo cho tòa nhà một hình dạng đặc biệt giúp giữ cho nó mát mẻ, với các đầu hẹp quay về phía đông và tây, nơi thu được nhiệt lớn nhất. Một bức tường rèm hiệu suất cao, được làm từ kính phản quang màu bạc, ghép nối, cũng giúp kiểm soát nhiệt tăng đồng thời che giấu ba tầng cơ khí chính để tạo ra một mặt tiền liền mạch.
Trên đỉnh tháp, một vòm ngược được bao quanh bởi một cầu trời bằng kính chứa một đài quan sát công cộng. Khoảng trống lớn cho phép tòa nhà cao hơn giới hạn chiều cao — 30 tầng có người ở — theo quy định của pháp luật địa phương. Thiết kế của nó được lấy cảm hứng từ những công trình kiến trúc mang tính biểu tượng từ khắp nơi trên thế giới, bao gồm Gateway Arch ở St. Louis, Cầu cảng Sydney và Tháp Eiffel.
Từ chân đến đỉnh, tòa tháp có 13 tầng văn phòng, 10 tầng khách sạn, 5 tầng căn hộ cao cấp và không gian văn phòng bổ sung trên đỉnh.
Phía đông của khối đế có trung tâm mua sắm Al-Mamlaka, nơi có hơn 150 cửa hàng chia làm ba tầng - tầng thứ nhất nhắm đến giới trẻ, tầng thứ hai dành cho thời trang và nội thất, và tầng thứ ba dành cho phụ nữ. Phía tây là nơi tổ chức các không gian tổ chức sự kiện và giải trí.

### Kết cấu
Kingdom Centre được xây dựng trên nền móng bề dày bốn mét, rộng 3.100 mét vuông. Cấu trúc của nó bao gồm hai hệ thống: cột, dầm và lõi bê tông cốt thép cho 180 mét đầu tiên và kết cấu khung thép hình ống cho chiều cao còn lại của tòa nhà.

### Hệ thống cơ khí
Một hệ thống cơ khí gồm nhiều bộ phận đã được tạo ra để phù hợp với chương trình sử dụng hỗn hợp của tòa nhà.
Tháp được làm mát bằng nhà máy nước lạnh trung tâm, được hỗ trợ bởi hệ thống lưu trữ nhiệt năng cung cấp công suất làm mát 5.000 tấn. Hệ thống lưu trữ này được sử dụng trong những giờ nóng nhất trong ngày, cho phép tòa nhà chuyển việc sản xuất không khí mát sang giờ thấp điểm khi nhu cầu điện thấp nhất.
Các cấu trúc khối đế được phục vụ bởi các hệ thống cơ khí riêng biệt được thiết kế để đáp ứng nhu cầu của các chương trình độc đáo của tòa nhà. Các hệ thống được sử dụng để làm mát những không gian này bao gồm khối lượng không khí thay đổi, khối lượng không đổi và cuộn dây quạt.